# Nezihe Muhiddin
Nezihe Muhiddin (en turco moderno: Nezihe Muhittin, Kandilli, 1889 - Estambul, 10 de febrero de 1958) fue una escritora, sufragista, periodista, dramaturga, activista por los derechos de las mujeres y líder política turca.

## Biografía
Fue hija de Zehra Hanım y del juez Muhiddin Bey. Cursó estudios privados en casa, dominando el persa, árabe, alemán y francés. Desde sus primeros años de su juventud se sensibilizó con los problemas políticos, sociales y la situación de la mujer en su país, reforzados con una serie de reuniones literarias y mítines de debates sobre cuestiones sociales que se realizaban en su casa.
En 1909 superó el examen del Ministerio de Educación y comenzó a trabajar como profesora de ciencias en la escuela para mujeres Iddahme. 
Contrajo primeras nupcias con Muhlis Bey divorciándose posteriormente; luego, se volvió a casar con el comisario de la corporación municipal, Memduh Tepedelengil.

### Carrera literaria
A lo largo de su vida literaria, utilizó el apellido de su padre Muhiddin y no el apellido de su segundo matrimonio. Sus primeros artículos sobre sociología, pedagogía y psicología comenzaron a publicarse en periódicos como el Sabah e İkdam.
Escribió novelas que criticaban las actitudes de los hombres durante el matrimonio; su primera obra en este género, Shabâb-i Tebah (en español: Juventud desaparecida), se publicó en 1911. A lo largo de su vida, fue autora de veinte novelas, trescientas historias cortas, obras de teatro y operetas.

### Carrera política
Fue fundadora del primer partido político de la República de Turquía, Kadınlar Halk Fırkası (en español: Partido Popular de la Mujer) en julio de 1923 con el objetivo de luchar por los derechos políticos y sociales de las mujeres. Debido a la situación política durante aquel tiempo, no fue reconocido oficialmente por el estado turco moderno.
Muhiddin luego fundó la organización Türk Kadınlar Birliği (en español: Unión de las Mujeres Turcas) que continuó presionando por la igualdad política. En 1926, la Unión lanzó una campaña en pro de los derechos políticos de las mujeres, mientras que en 1927, decidió promover una candidata feminista al parlamento para defender los derechos de las mujeres, pero no tuvo éxito.
Pasó su vida trabajando para mejorar la calidad de vida de las mujeres turcas.

## Obras
- Şebab-i Tebah (1911)
- Benliğim Benimdir (1929)
- Türk Kadını (1931)
- Güzellik Kraliçesi (1933)
- İstanbul'da Bir Landru (1934)
- Bozkurt (1934)
- Ateş Böcekleri (1936)
- Bir Aşk Böyle Bitti (1939)
- Avere Kadın (1943)
- Bir Yaz Gecesiydi (1943)
- Çıngıraklı Yılan (1943)
- Çıplak Model (1943)
- İzmir Çocuğu (1943)
- Kalbim Senindir (1943)
- Gene Geleceksin (1944)
- Sabah Oluyor (1944)
- Sus Kalbim Sus (1944)